# Courtney Brosnan
Courtney Elizabeth Brosnan (Millburn, 10 novembre 1995) è una calciatrice irlandese, portiere dell'Everton e della nazionale irlandese.